# Edward Moore (Ruderer)
Edward „Ed“ Peerman Moore (* 20. Oktober 1897 in Ringgold, Virginia; † 9. Februar 1968 in Middleburg, Virginia) war ein US-amerikanischer Ruderer, der im Zweiten Weltkrieg zum Konteradmiral aufstieg.
Moore begann erst im Olympiajahr 1920 mit dem Rudersport und gehörte im Frühjahr 1920 dem Junioren-Achter der United States Naval Academy an. Erst vor der Henley Royal Regatta rückte er in den ersten Achter der Academy auf. Dieser Achter vertrat bei den Olympischen Spielen 1920 in Antwerpen die Vereinigten Staaten. Der Achter gewann in der Vorrunde mit sechzehn Sekunden Vorsprung gegen die belgische Mannschaft, im Halbfinale setzten sich die Amerikaner mit achtzehn Sekunden gegen die französische Besatzung durch. Mit einem knappen Vorsprung von 0,8 Sekunden siegte die Crew im Finale vor dem britischen Achter. 
1921 graduierte Moore an der Academy und begann seine militärische Laufbahn bei der Navy. Im Zweiten Weltkrieg war er Stabschef beim Kommandeur der Pazifik-Task-Force. Er wurde mit der Legion of Merit und zwei Presidential Unit Citations ausgezeichnet. 1945 verließ Moore die Navy als Konteradmiral.